# Auronzo di Cadore
Auronzo di Cadore is een gemeente in de Italiaanse provincie Belluno (regio Veneto) en telt 3.671 inwoners (31-12-2004). De oppervlakte bedraagt 220,5 km², de bevolkingsdichtheid is 17 inwoners per km².
De volgende frazioni maken deel uit van de gemeente: Misurina.

## Demografie
Auronzo di Cadore telt ongeveer 1850 huishoudens. Het aantal inwoners daalde in de periode 1991-2001 met 4,9% volgens cijfers uit de tienjaarlijkse volkstellingen van ISTAT.
| Jaar | Inwoneraantal |
| ---- | ------------- |
| 1991 | 3.801         |
| 2001 | 3.616         |

## Geografie
Auronzo di Cadore grenst aan de volgende gemeenten: Calalzo di Cadore, Comelico Superiore, Cortina d'Ampezzo, Danta di Cadore, Toblach (BZ), Domegge di Cadore, Lozzo di Cadore, San Vito di Cadore, Santo Stefano di Cadore, Sexten (BZ), Vigo di Cadore.

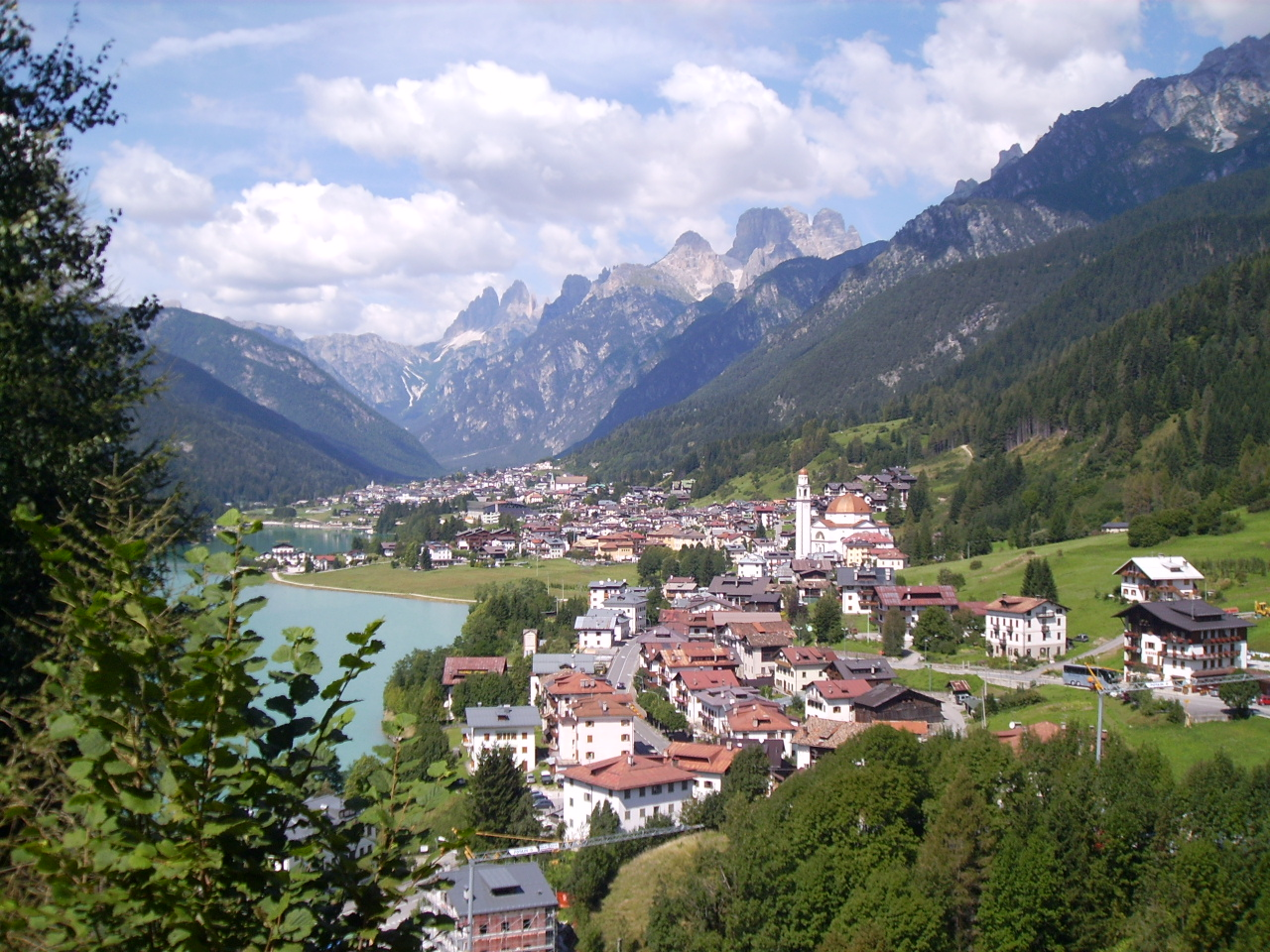
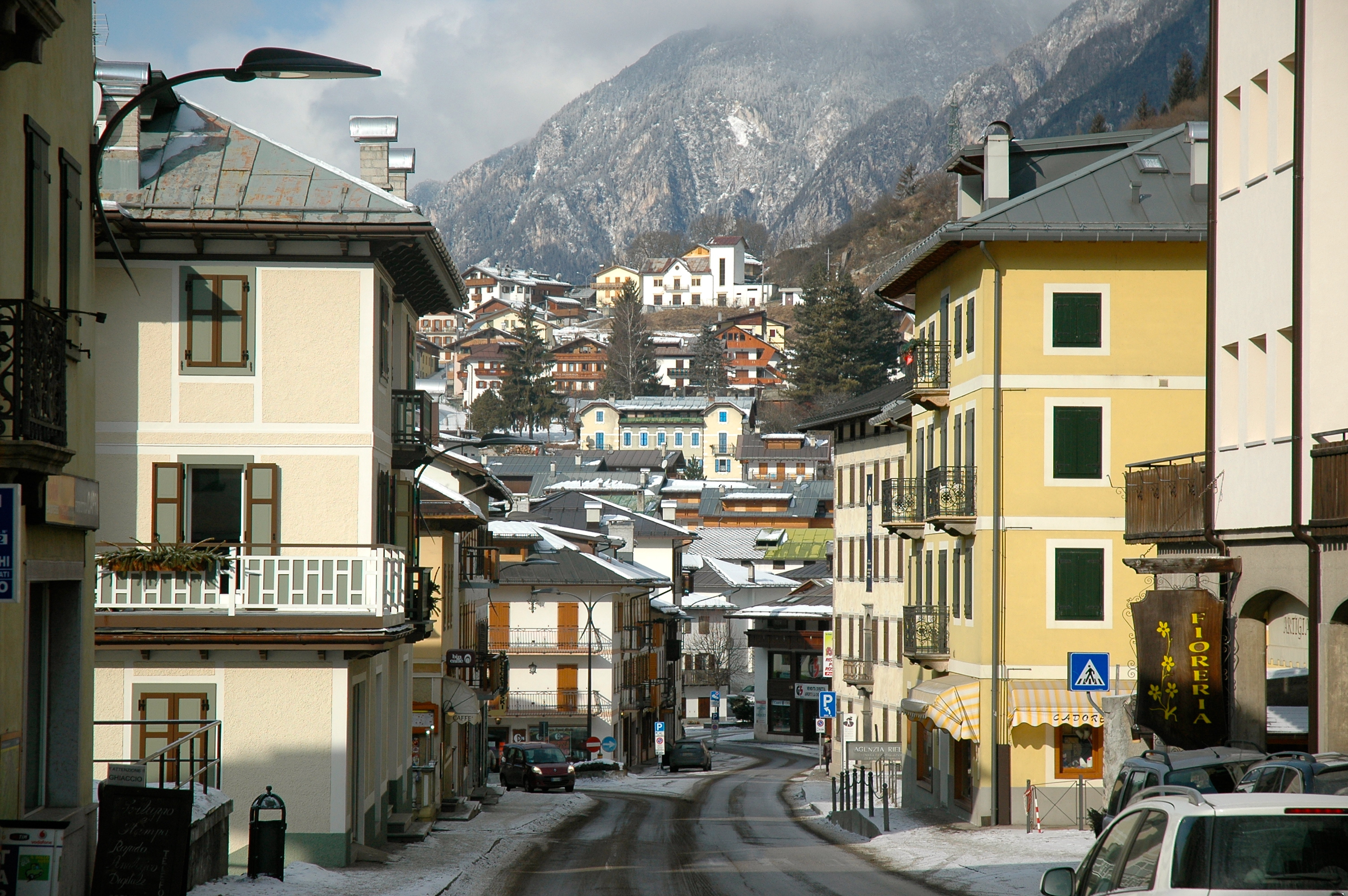
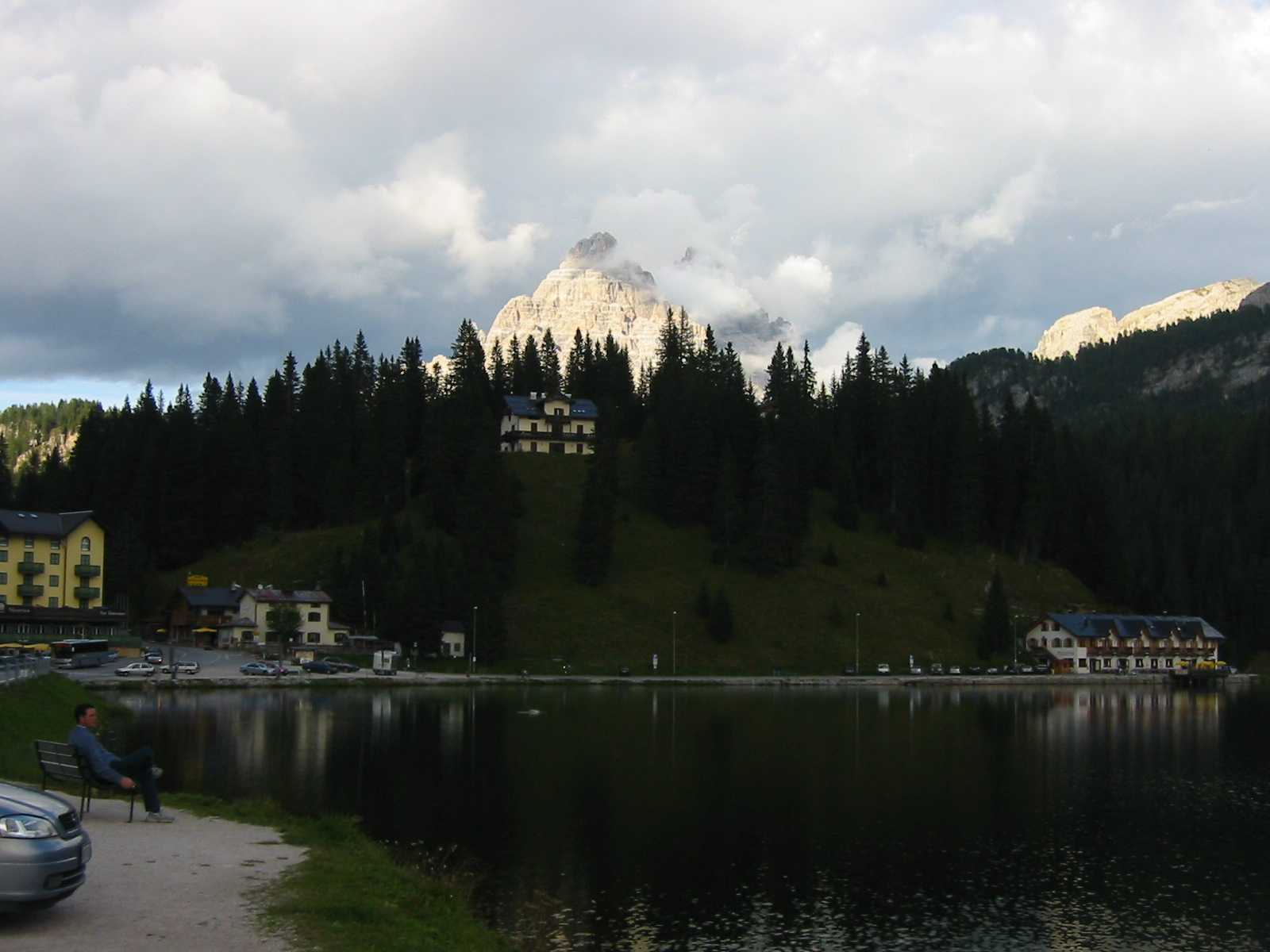
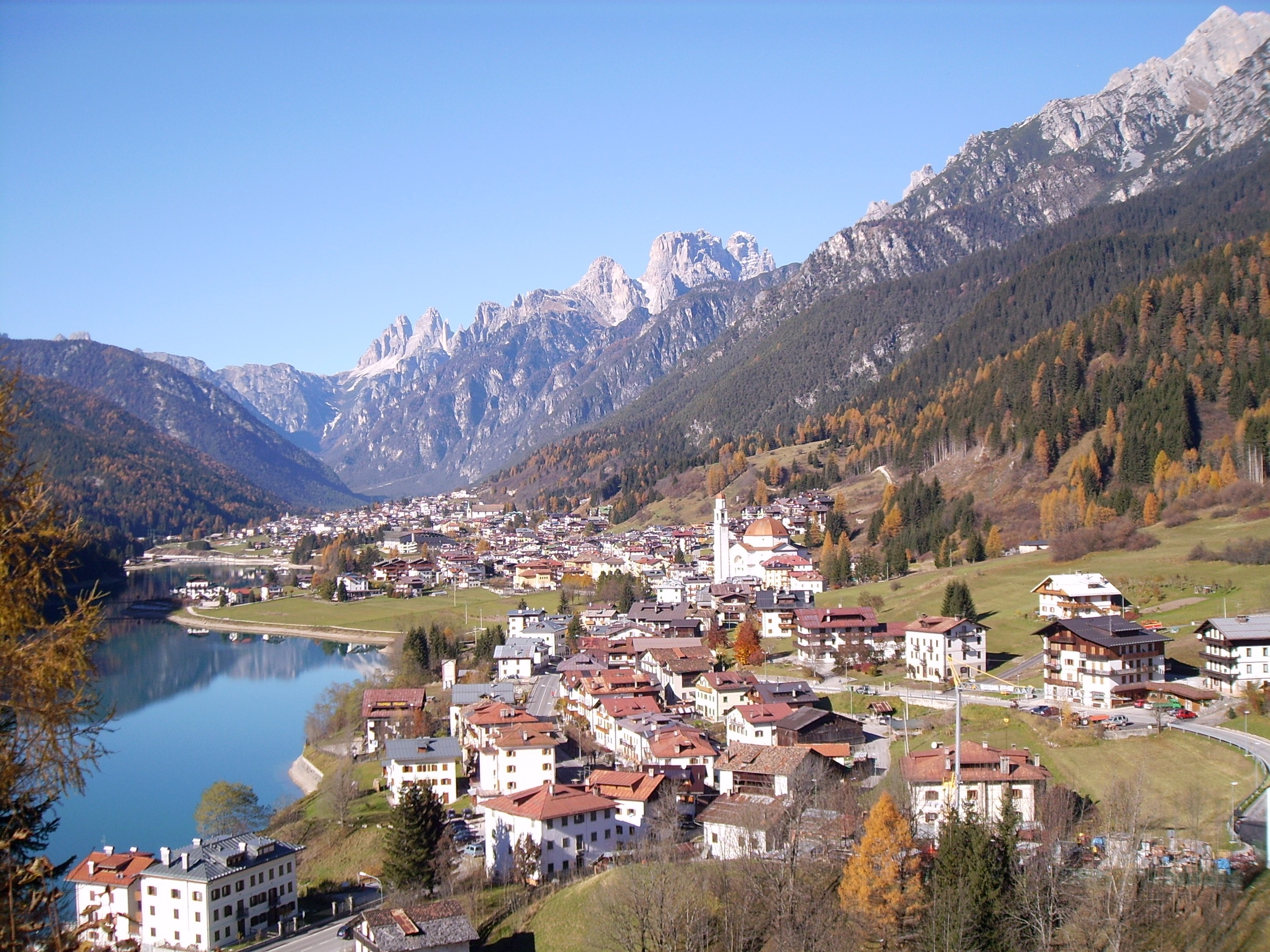
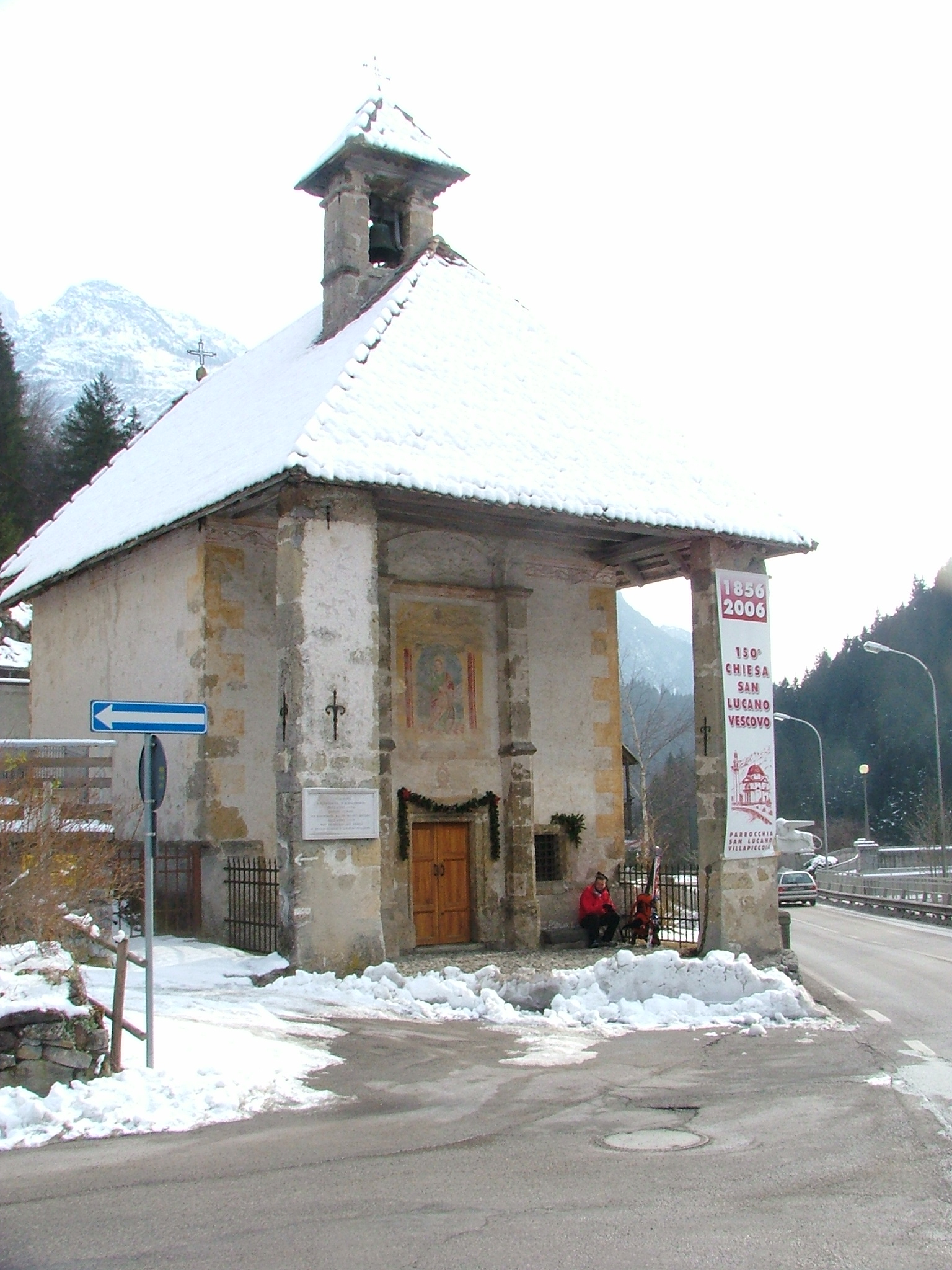
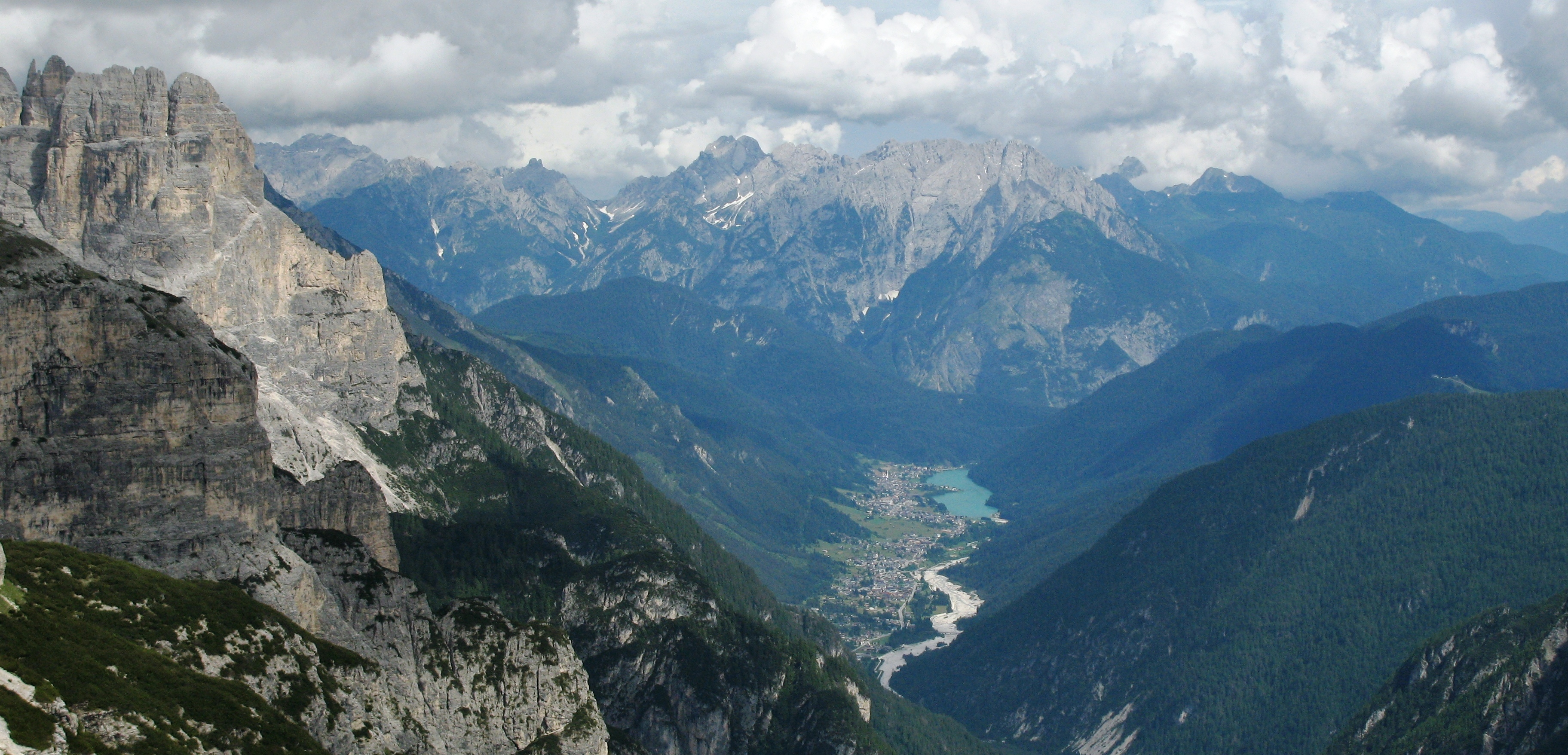

Agordo · Alano di Piave · Alleghe · Alpago · Arsiè · Auronzo di Cadore · Belluno · Borca di Cadore · Calalzo di Cadore · Canale d'Agordo · Castellavazzo · Cencenighe Agordino · Cesiomaggiore · Chies d'Alpago · Cibiana di Cadore · Colle Santa Lucia · Comelico Superiore · Cortina d'Ampezzo · Danta di Cadore · Domegge di Cadore · Falcade · Feltre · Fonzaso · Forno di Zoldo · Gosaldo · La Valle Agordina · Lamon · Lentiai · Limana · Livinallongo del Col di Lana · Longarone · Lorenzago di Cadore · Lozzo di Cadore · Mel · Ospitale di Cadore · Pedavena · Perarolo di Cadore · Pieve di Cadore · Ponte nelle Alpi · Quero Vas · Rivamonte Agordino · Rocca Pietore · San Gregorio nelle Alpi · San Nicolò di Comelico · San Pietro di Cadore · San Tomaso Agordino · San Vito di Cadore · Santa Giustina · Santo Stefano di Cadore · Sappada · Sedico · Selva di Cadore · Seren del Grappa · Sospirolo · Soverzene · Sovramonte · Taibon Agordino · Tambre · Trichiana · Vallada Agordina · Valle di Cadore · Vigo di Cadore · Vodo di Cadore · Voltago Agordino · Zoldo Alto · Zoppè di Cadore